# RNIE2
De RNIE2 of Route nationale inter-états 2 is een internationale weg in het Afrikaanse land Benin, die van het zuiden naar het noorden van het land loopt. De weg loopt van Cotonou via Bohicon, Parakou en Malanville naar de grens met Niger. In Niger loopt de weg als N7 verder naar Dosso. 
De RNIE2 is ongeveer 750 kilometer lang en loopt door de departementen Littoral, Atlantique, Zou, Collines, Borgou en Alibori. 